# Jerkbaits
Jerkbaits  (von englisch to jerk = rucken und bait = Köder) sind Kunstköder zum Angeln. Sie stellen eine Sonderform des Wobblers dar. Durch Bewegungen der Angelrute imitieren sie einen flüchtenden und angeschlagenen Beutefisch, der durch das Glitzern bei der Flucht das Interesse der Räuber weckt. Das Jerkbaitfischen ist eine Art des Spinnfischens.

## Beschaffenheit
Sie werden häufig aus Hartplastik oder Balsaholz hergestellt und sind meist zwischen 10 und 25 cm groß. Jerkbaits gibt es als Diver (bewegt sich durch die Führung ruckartig auf und ab) und Glider (schwingt beim Einholen seitlich hin und her), sowohl in schwimmender und sinkender Version. Manche Jerkbaits sind, im Gegensatz zum konventionellen Wobbler, mit einer kleinen biegsamen Metallschaufel am Hinterteil (Tauchschaufel) versehen, um damit die Tauchtiefe zu beeinflussen. Oftmals haben Jerkbaits keinen eigenen Köderlauf und müssen daher mit einer harten Rute geruckt werden.

## Beute und Rute
Die Hauptbeute beim "Jerken" in Europa ist der Hecht, ab und zu vergreifen sich auch große Barsche an dem Köder.
Jerkbaits werden an der Oberfläche geführt. Die Rute sollte zum Jerkbaitangeln kurz und hart sein sowie über einen Rollenhalter auf der Oberseite verfügen, um die Balance bei Verwendung einer Multirolle zu verbessern. Es werden geflochtene Schnüre verwendet, weil diese einen besseren Kontakt zum Köder erlauben. Der am häufigsten benutzte Rollentyp ist die Baitcasterrolle, eine kleine Multirolle.